# Talcher (ciutat)
Talcher és una ciutat i municipalitat del districte d'Angul, a Orissa (Índia). Té una població segons el cens del 2011 de 40.841 habitants. Durant el Raj Britànic fou la capital del principat de Talcher.